# 南方電力公司

美国南方电力公司舊商標。

南方電力公司是一家位于美国南方的电力控股公司。它的总部设在美国喬治亞州亞特蘭大，另外在阿拉巴馬州伯明翰也设有高级行政人员办公室。Southern Company现在是世界排名第十六大电力公司，在美国排名第二。通过在阿拉巴马、佐治亚、佛罗里达和密西西比四个州下属的电力公司，其拥有的总发电量已经超过4万2千兆瓦，用户总数达到430万。
截止2020年12月31日，南方电力公司擁有和经营着30座水力发电站、24座化石燃料发电站、3座核电站，13座联合循环/热电联产站、44座太阳能设施、13座风力设施和1个生物质发电设施； 并建设，运营和维护75,924英里的天然气管道和14个存储设施，总容量为157 Bcf，以向住宅，商业和工业客户提供天然气。

## 历史
南方电力是美国最大的电力企业之一，它在财富美國500强中名列第149位。公司于1949年9月30日上市，现有持股人已经超过50万。
近期，南方电力正在喬治亞州奥古斯塔 兴建美国30年来第一座核电站，Vogtle核能发电站；在新墨西哥州的Cimarron建造一座大型太阳能光伏电站；在德克萨斯州的纳科多奇斯县修建一座大型的生物能电站；并且在2012年完成了4百万个智能电表的安装。
南方电力作为一个电力总供应商，拥有四个电力零售企业阿拉巴馬州電力公司、喬治亞州電力公司和密西西比州電力公司，他们在三个州的电力服务覆盖面积总和超过31万平方公里。
以下是南方电力拥有的分公司
| 電廠                              | 公司類別                                       | 地點                 | 備註                                                                                          |
| --------------------------------- | ---------------------------------------------- | -------------------- | --------------------------------------------------------------------------------------------- |
| Alabama Power                     | 电力运营及零售公司                             | 伯明翰               | 服務南阿拉巴馬州 ⅔的區域                                                                      |
| Georgia Power                     | 电力运营及零售公司                             | 亚特兰大，佐治亚州   | 服務喬治亞州大多數區域，除了4個以農為主的縣                                                   |
| Gulf Power                        | 电力运营及零售公司                             | 彭萨科拉             | 服務西佛羅里達大部分區域                                                                      |
| Mississippi Power                 | 电力运营及零售公司                             | 格尔夫波特           | 服務密西西比州墨西哥灣沿岸地區                                                                |
| Southern Company Energy Solutions | 通用服务                                       | 亚特兰大，佐治亚州   |                                                                                               |
| Southern Company Services 原名為  | 通用服务                                       | 伯明翰               |                                                                                               |
| SouthernLINC Wireless             | 移动电话运营商                                 | 亚特兰大，佐治亚州   |                                                                                               |
| Southern Nuclear                  | 核电站施工及运营                               | 伯明翰               | (Southern Company is the majority owner and operator of theFarley, Hatch, and Vogtle 核电站.) |
| Southern Company Generation       | 火力和水力发电                                 | 伯明翰               |                                                                                               |
| Southern Power                    | 大规模电力销售                                 | 亚特兰大，佐治亚州   |                                                                                               |
| Southern Telecom                  | 大规模光缆通讯和数据服务销售                   | 亚特兰大，佐治亚州   |                                                                                               |
| Southern Company Gas              | 為天然氣公用事業客戶提供服務，並經營天然氣管道 | 亚特兰大，佐治亚州   |                                                                                               |
| PowerSecure                       | 分佈式基礎設施技術                             | 北卡羅萊納州維克森林 |                                                                                               |

Southern Company 的历史可以追溯到二十世纪20年代中期。当时美国南方的四个大电力公司Alabama Power, Georgia Power, Gulf Power, 和 Mississippi Power在Southeastern Power & Light的控股管理下被整合成为一个互相连接的统一电力系统。1930年，Southeastern Power & Light被并购到Commonwealth & Southern Corporation，并与其他五家北方公司和六家南方公司合并成一个系统。然而在40年代末期，根据美国颁布的《1935年公共事业控股公司法案》，Commonwealth & Southern 被拆分。该公司旗下的四家南方公司——Alabama Power, Georgia Power, Gulf Power, 以及Mississippi Power被作为一个整体电力系统保留下来并且被允许由一个公司统一控股，而这个控股公司就是当时新成立的Southern Company.
Southern Company 于1945年11月9日在美国特拉华州组建成股份有限公司，之后在1950年迁到佐治亚州。从1949年开始， Southern Company正式运营并度过了第一个完整的财政年。1954-1955年之间，公司与美国原子能委员会(AEC)签订了名为 Dixon-Yates contract的合同，为AEC在田纳西州的工程供应60万千瓦的电力。该合同也引起了很多政治上的争议。
1981年，Southern Company成为美国在46年里第一个在新的领域成立不受监管子公司的电力公司。1982年，Southern Energy, Inc. 发展成为一个跨国能源公司，业务扩展到四个大洲，10个国家。2001年4月2日，Southern Company分派新股成立了一家新的独立公司Mirant Corporation.
1991年，另一家子公司Southern Nuclear成立并开始为Southern Company的电力系统供应核电。
1996年，Southern Company开始为其子公司提供无线数字通讯服务，并且由Southern LINC 在美国东南部开拓电信市场。1997年，Southern Company成立了一家电信行业的子公司Southern Telecom。Southern Telecom为互联网公司提供主机托管和暗光纤光缆。
2001年1月9日，美国证券交易委员会最终批准Southern Company组建子公司Southern Power以管理和分销其在东南部的电力资产。这个子公司以大规模电力分销商为目标客户。
2002年7月19日，Southern Company Gas收到了佐治亚州公共事业委员会的批准开始进入天然气销售市场。在运营了将近四年之后，公司被出售给了Cobb EMC新成立的分公司Gas South.
2016年，南方电力收购了分布式能源基础设施技术公司PowerSecure和AGL Resources（已更名为Southern Company Gas）。 AGL Resources合并的结果是，Southern Company通过增加其天然气业务来扩大其客户群，扩大其覆盖范围并扩大其业务范围。

## 发电站

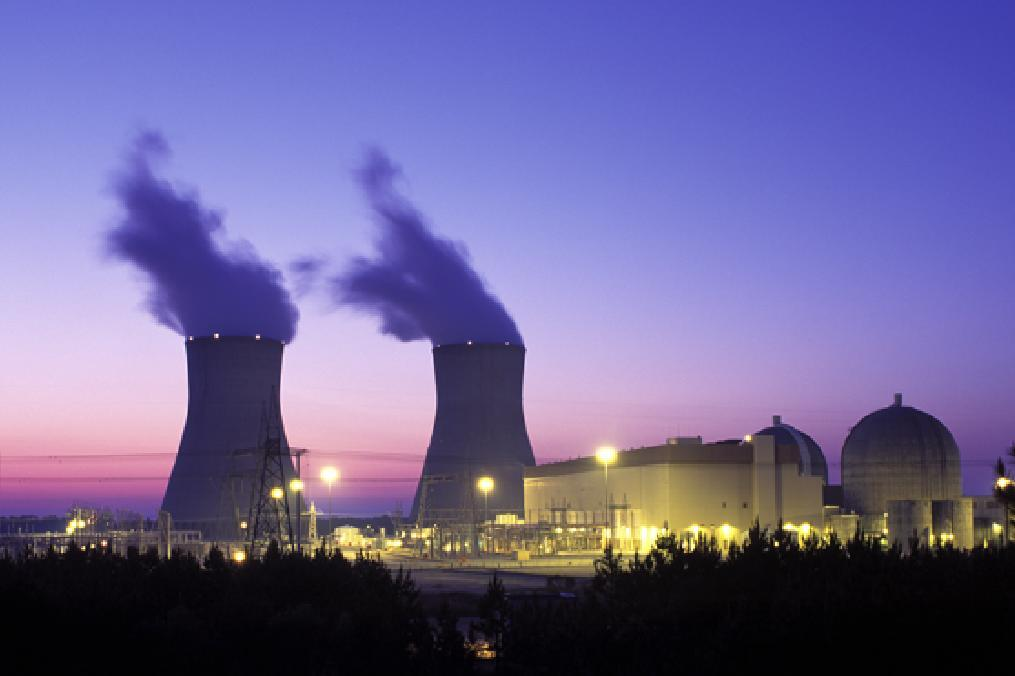
位于佐治亚州的Plant Vogtle。Southern Company与其合作方计划于2016-2017年之间在原有的电站基础上，建起两个新的发电机单位。

Southern Company的各家子公司通过利用水力、天然气、煤炭和核能等多种资源，发电量综合已经达到了200万亿瓦。2009年，公司的煤炭发电量约占总发电量的57%，核能占23%，天然气占16%。可再生水力发电量约占总发电量的4%。以煤炭为基础的火力发电比例从2005-2008年的70%大幅下降至2009年的57%。
2010年6月，美国能源部为位于奥古斯塔附近的核电站Plant Vogtle提供了83亿美元的贷款担保，以帮助其加速两个新核反应堆的建设。Georgia Power对这个发电量为2430兆瓦的电站持有45.7%的股份，另外三个共同所有者分别是Oglethorpe Power (30%)， Municipal Electric Authority of Georgia (22.7%) 以及 City of Dalton (1.6%)。该电站的运营权属于Georgia Power。 这个预算为140亿美元的建设项目预计于2016年完工，建成后整个电站的发电量将翻一番。
这两个发电量1154兆瓦的核反应堆被前美国能源部部长朱棣文称赞为“几十年来美国修建的第一座核电站”。该电站预计可以在建设期间创造3500个就业机会，建成投产后将会创造800个就业机会。

## 所涉及到的环保问题
作为一个以煤炭为主要燃料的电力公司，温室气体排放是其担忧的主要环保问题。Center for Global Development 在2007年的研究报告[12] 中指出：Southern Company是美国所有电力企业中温室气体排放量最大的企业，其二氧化碳当量数年排放量总和为1亿7千2百万吨。

### 前瞻性措施
Southern Company已经投入了75亿美元用于环境监控，并且计划在2012年内再增加24亿美元投资用以减少二氧化氮、二氧化硫和汞的排放量。
公司近来在佛罗里达州的彭萨科拉设立了一座工厂危机测试中心，希望通过这个机构的研究来寻求新的降低汞排放量的方法。
此外，公司还研发了输送式综合煤气化(TRIG)技术，这种先进的煤气化技术可以将煤炭转化为合成气并用于发电，这种做法较之传统煤电站温室气体排放量大大减小。Southern Company在密西西比州建设的肯珀项目将成为美国第一座运用整体煤气化联合循环(IGCC)技术，并将二氧化碳捕获封存用于商业用途的发电站。

### 缓解措施
Southern Company美国最大的全生物质燃料电站。公司预计这所位于德克萨斯州纳科多奇斯的电站将在未来20年为奥斯丁提供100兆瓦发电量。
Southern Company与Turner Renewable Energy合作建造了美国有史以来最大的太阳能电站。这所位于新墨西哥州Cimarron的电站将给当地9000所住房提供30兆瓦的电量。
公司与美国能源部共同设立了国家二氧化碳捕获封存研究中心，开发碳捕获和温室气体减排技术。公司还通过阿拉巴马州的Plant Gorgas, 密西西比州的Plant Daniel等项目测试碳截存技术。
Southern Company 还参与了一个名为修复我们的河流的公益活动，清理东南部河流中的废物。据称整个活动中从河流里清除或回收的垃圾达到了1千1百万磅。

### 影响
煤炭燃烧(不论是直接燃烧还是通过煤气化)生产能源仍然持续引起人们对环境问题的担忧。Southern Company在其日常运营中仍制造大量的温室气体。即便Southern Company可以较为精准地测量其温室气体减排量，但只要没有达到零排放，环境保护主义者们仍然不会承认公司在这个领域所作出的努力。